# Devlab
Devlab ist das sechste Studioalbum des Kanadiers Devin Townsend. Es handelt sich um das bislang ungewöhnlichste Album des Metal-Musikers, da es fünfzehn unbetitelte Stücke enthält, in denen er Ambient mit Elementen aus der elektronischen Musik und dem Noisecore verbindet. Das Album erschien am 4. Dezember 2004 bei Townsends eigenem Plattenlabel HevyDevy Records.

## Hintergrund
Bereits für die Special Edition zum Album Accelerated Evolution hatte Townsend mit einer Project EKO benannten EP erste Versuche im Bereich Electronica unternommen. Diese Versuche mündeten in ein vollständiges elektronisches Album, dessen Musikstil Townsend selber als „heavy metal ambience“ bezeichnete. Die Ideen zu dem Album entstanden über einen längeren Zeitraum auf dem Laptop von Townsend. Während der Rückfahrt von der Tournee mit Symphony X fügte er sie digital zusammen mit der Absicht, aus den Fragmenten eine „völlig abgefahrene Platte“ zu machen. Die Aufnahmen fanden 2004 über einen Zeitraum von mehreren Monaten in seinem eigenen Heimstudio The Devlab statt, das dem Album auch den Namen gab. Die Aufnahme aller Instrumente, die Abmischung und die Produktion nahm Townsend ohne fremde Hilfe vor. Das Album wurde exklusiv über die Homepage des Labels HevyDevy Records vertrieben.

## Kritiken
Weil Townsend das Album in kleiner Auflage über die Webseite seines Plattenlabels vertrieb, wurde es nur von wenigen Magazinen besprochen und bekam weitestgehend positive Kritiken. Das Onlinemagazin metal.de bemerkte, dass sich auf Devlab all das befinde, was auf den Alben seiner anderen Projekte wie Strapping Young Lad oder The Devin Townsend Band keinen Platz habe. Das Album biete neben Samples verschiedener Instrumente „verträumte Melodien, harsche Noiseunterbrechungen, eine Vielzahl an überlagerten Synthesizer-Flächen, entspannte Beats und warme Basslines“. Das Webzine Tartarean Desire stellt fest, dass Devlab zwar ein gutes Album sei, aber nichts für Devin-Townsend-Fans. Wie auch der Rezensent von metal.de empfiehlt er, das Album unter Kopfhörern zu hören und meint, dass man der CD eine Chance geben solle und dass aufgeschlossene Hörer angenehm überrascht sein werden.

## Titelliste
1. Devlab I – 1:07
2. Devlab II – 4:09
3. Devlab III – 4:20
4. Devlab IV – 2:41
5. Devlab V – 10:16
6. Devlab VI – 5:07
7. Devlab VII – 5:54
8. Devlab VIII – 1:41
9. Devlab IX – 4:30
10. Devlab X – 3:48
11. Devlab XI – 1:34
12. Devlab XII – 4:43
13. Devlab XIII – 9:44
14. Devlab XIV – 4:10
15. Devlab XV – 2:03